# 1999–2000-es magyar férfi vízilabda-bajnokság (első osztály)
Az 1999–2000-es magyar férfi vízilabda-bajnokság a kilencvennegyedik magyar vízilabda-bajnokság volt. A bajnokságban tíz csapat indult el, a csapatok két kört játszottak. Az alapszakasz után az 1-4. helyezettek play-off rendszerben játszottak a bajnoki címért. A párharcok (a döntő kivételével) az alapszakaszbeli eredményeket is beszámítva 8 pontig tartottak.
A Spartacus és a Honvéd vízilabda-szakosztályainak együttműködése megszűnt, a Bp. Honvéd vitte tovább a csapatot.

## Alapszakasz
| #   | Csapat                       | M  | Gy | D | V  | G+  | G-  | P  | Megjegyzés     |
| --- | ---------------------------- | -- | -- | - | -- | --- | --- | -- | -------------- |
| 1.  | BVSC-Brendon                 | 18 | 16 | 1 | 1  | 201 | 110 | 33 |                |
| 2.  | Ferencvárosi TC-Thomas Jeans | 18 | 15 | 1 | 2  | 173 | 104 | 31 |                |
| 3.  | Bp. Honvéd-Domino            | 18 | 13 | 0 | 5  | 196 | 132 | 26 |                |
| 4.  | Vasas SC-Plaket              | 18 | 12 | 2 | 4  | 177 | 137 | 26 |                |
| 5.  | Újpesti TE-Santal-Taxi2000   | 18 | 8  | 4 | 6  | 155 | 135 | 20 |                |
| 6.  | Kontavill-Szentesi VK        | 18 | 6  | 1 | 11 | 126 | 167 | 13 |                |
| 7.  | ÚVMK BauSystem-Eger          | 18 | 5  | 3 | 10 | 128 | 149 | 13 |                |
| 8.  | Csanádi Árpád KSI            | 18 | 3  | 1 | 14 | 116 | 181 | 7  |                |
| 9.  | Szolnoki VSC                 | 18 | 3  | 1 | 14 | 120 | 200 | 7  |                |
| 10. | BEAC                         | 18 | 1  | 2 | 15 | 111 | 188 | 2  | 2 pont levonva |

* M: Mérkőzés Gy: Győzelem D: Döntetlen V: Vereség G+: Dobott gól G-: Kapott gól P: Pont

## Rájátszás
Elődöntő: BVSC-Brendon–Vasas SC-Plaket 11–7, 4–9, 9–6 és Ferencvárosi TC-Thomas Jeans–Bp. Honvéd-Domino 9–12, 10–11, 9–8, 8–7, 6–3
Döntő: BVSC-Brendon–Ferencvárosi TC-Thomas Jeans 11–4, 5–6, 8–9, 10–11

## A góllövőlista élmezőnye
|    | Gól | Játékos         | Csapat      |
| -- | --- | --------------- | ----------- |
| 1. | 44  | Csányi György   | Eger        |
| 2. | 40  | Székely Bulcsú  | Ferencváros |
| 3. | 38  | Szebeni Zoltán  | Szentes     |
| 4. | 32  | Madaras Norbert | BVSC        |
|    | 32  | Vári Attila     | Vasas       |
| 6. | 31  | Péter Imre      | Honvéd      |
|    | 31  | Regős Áron      | Vasas       |